# تپه پهرآباد
تپه پهرآباد مربوط به سده‌های میانه دوران‌های تاریخی پس از اسلام است و در شهرستان مراغه، بخش مرکزی، دهستان قره ناز، روستای قلعه خالصه واقع شده و این اثر در تاریخ ۲۷ اسفند ۱۳۸۶ با شمارهٔ ثبت ۲۲۲۶۱ به‌عنوان یکی از آثار ملی ایران به ثبت رسیده است.